# مسجدجامعی
مسجدجامعی نام خانوادگی افراد زیر است:
- احمد مسجدجامعی، سیاستمدار ایرانی و وزیر سابق فرهنگ
- محمد مسجدجامعی، روحانی و دیپلمات ایرانی